# Lakshmipur Sadar
Pour les articles homonymes, voir Lakshmipur.
Lakshmipur Sadar est une upazila du Bangladesh située dans le district de Lakshmipur et ayant en 2011 une population de 684 425 habitants.